# Тіка (місто)

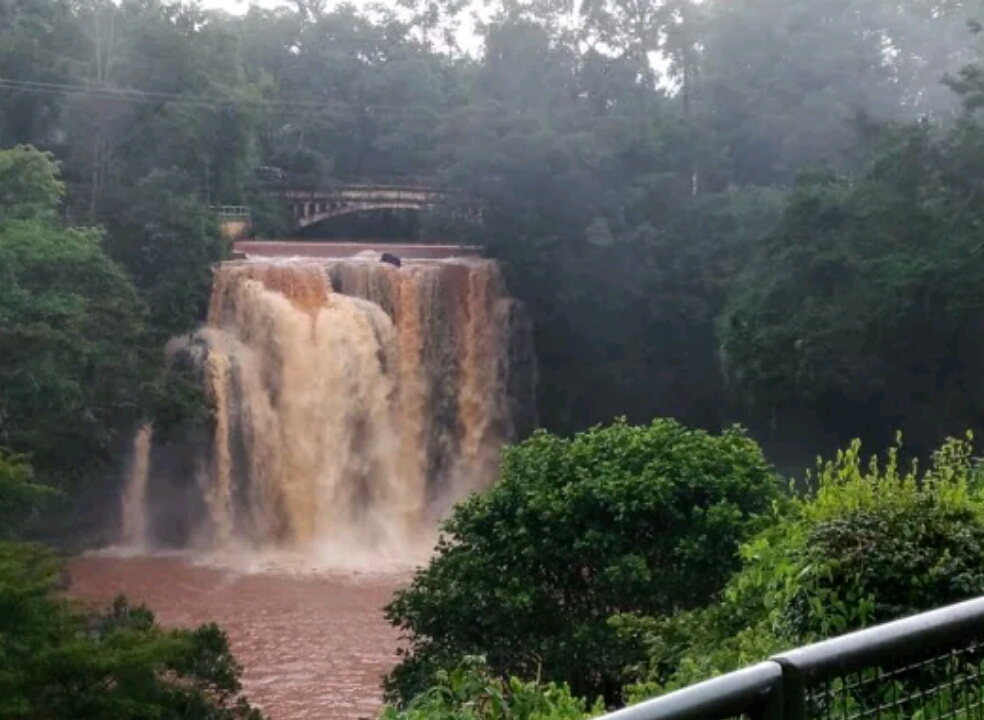
Водоспад Ханья біля міста Тіка

Тіка є промисловим містом і торговим центром в окрузі Кіамбу, Кенія, що лежить на дорозі A2 42 км, на північний схід від Найробі, поблизу злиття річок Тіка та Ханья. Населення Тіки становить 279 429 осіб (за даними національного перепису 2019 року), яке швидко зростає, як і вся велика територія Найробі. Місто розташоване на висоті приблизно 1 631 метр над рівнем моря.
Тіка є містом де знаходиться кілька водоспадів, найбільші з них Ханья та Чотирнадцять водоспадів на річках Аті та Тіка. Національний парк Ол Доньо Сабук розташований на південному сході від міста.Є залізнична станція з обмеженим пасажирським обслуговуванням.

## Історія
Існує два пояснення походження назви Тіка. Одне з них походить від слова з мови народу кікую Guthika, що означає «ховати». Під час великої посухи народ масаїв вийшов за межі своїх звичайних територій у пошуках води для своїх величезних стад худоби. Через землю кікую протікають дві річки, Тіка та Ханья, які забезпечують існування сільського господарства кікую. Обидва племена відчайдушно прагнули вижити, вони билися в кривавій битві, в якій мало хто залишив живих. Курган біля готелю Blue Posts нібито позначає місце поховання вбитих воїнів. В Тіці також розташоване меморіальне місце поховання солдатів, які воювали у Другій світовій війні.

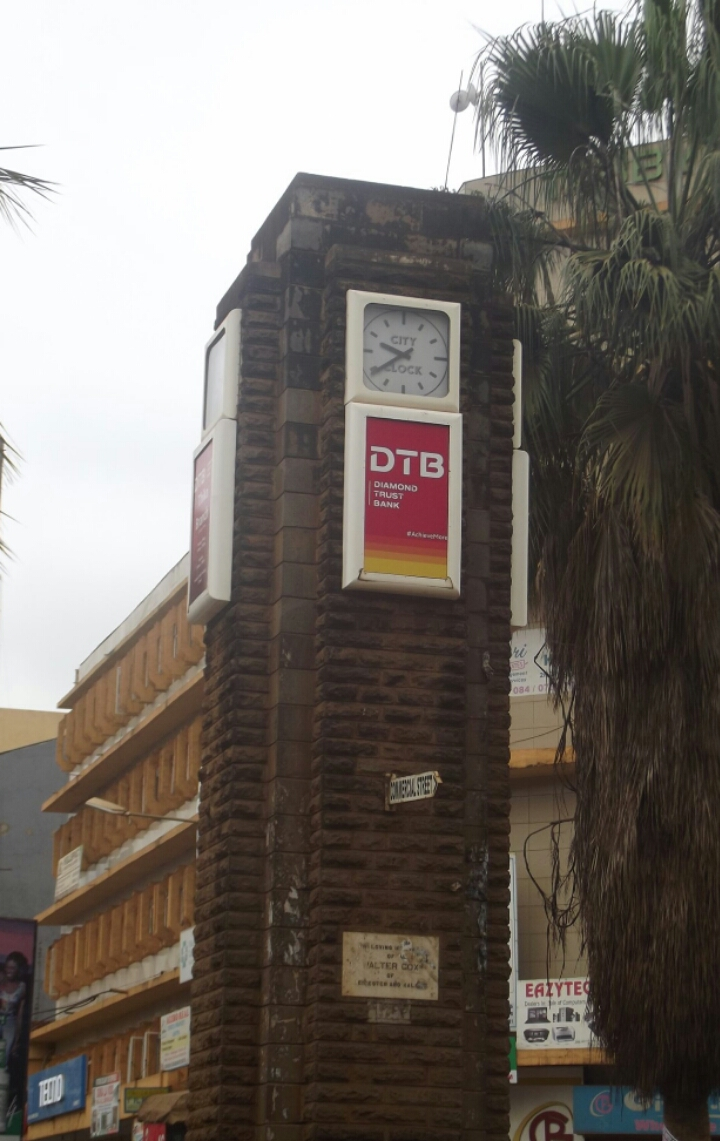
Пам'ятник у Тиці

Інша теорія стверджує, що назва міста походить від слова масаїв Sika, що означає «терти щось об край».
Крім того, ця територія була населена племенем акамба і, отже, була прикордонним регіоном між трьома народами.
Ближче до кінця 19 століття європейці та азіати заселили Тіку, заснувавши в цьому регіоні школи, ферми, заклади охорони здоров’я та підприємства. Монумент у формі стовпа був споруджений британцями на початку 1900-х років у центрі ділового району Тіки на честь заснування міста. Тіка отримало статус міста в 1924 році. Після того, як Кенія здобула незалежність у 1963 році, його було оголошено окремим муніципалітетом, а в 1968 році було обрано першого мера.
У місті є історичні пам'ятки, як-от сади Мугумо, названі на честь гігантського фігового дерева, де пророкував стародавній легендарний провидець Муго ва Кібіро. Віруючі стверджують, що всі його пророцтва збулися. За легендою, падіння дерева символізує падіння британського панування в Кенії. Британський уряд укріпив дерево, щоб запобігти його падінню, але воно розкололося на дві частини й впало у 1963 році. Кажуть, що ця земля належала першому президенту Мзі Джомо Кеніятті.

## Економіка
Повз Тіку пролягає восьмисмугова магістраль, шосе до Гарісси та решти північно-східної Кенії, шосе до центрального нагір’я та залізнична лінія. Всередині міста добре розвинена мережа доріг.
Основні види економічної діяльності включають переробку сільськогосподарської продукції, зокрема в садівництві: ананаси (експортуються переважно до Європи), каву (експортують переважно до Сполучених Штатів та Європи),  олію (постачається на внутрішній ринок Кенії та до країн східної Африки) та переробку кормів для тварин. Інші галузі промисловості включають текстильну (бавовняну), виробництво горіхів макадамії, пшеницю, шкіряне виробництво, виробництво автотранспортних засобів, виробництво цигарок, пекарні, виробництво промислових хімікатів. Близько 100 дрібних підприємств і близько 50 великих заводів працюють у місті та його околицях. Сфера послуг добре представлена завдяки створенню та зростанню низки освітніх та фінансових установ. Тіка є домом для трьох університетів, десятків коледжів середнього рівня, сотень середніх і початкових шкіл і десятків фінансових установ.
Тіка має бурхливе нічне життя з такими клубами, як Blend і The Garage Bar & Grill, сучасними центрами відпочинку та значним сектором роздрібної торгівлі. Зростання великого регіону Найробі та покращення інфраструктури та послуг призвели до появи нових житлових комплексів.

### Нафтопереробні заводи Bidco
Bidco Oil Refineries зі штаб-квартирою в Тіці є провідним у Східній Африці постачальником харчової олії, мила та миючих засобів, маргарину та розпушувачів для випічки з понад 30 брендами. Декілька брендів займають більшу частку ринку у своїй сфері. Деякі з їхніх торгових марок, включають (харчові олії) Elianto, Sun Gold, Soya Gold, Olive Gold і Golden Fry; У розділі жирів Kimbo, Cowboy і Chipsy; у сегменті засобів для прання — Power Boy Pro Active Liquid and Powder detergent, Gental, мило Star Series; Сегмент особистої гігієни включає Pure n Natural Woman and Man; Маргарини — розпушувачі Gold Band і Biddy's і Mariandazi. На заводі в Тіці працює понад 2000 людей.

## Географія
Місто розташоване на пологій рівнині перед підйомом у центральне нагір'я. Невеликі долини розташовані на західній і північній околицях після річок Ханья та Тіка, які зустрічаються на північно-західному краю Тіки. Місто Тіка є гарним місцем для екологічного туризму, тут розташований чарівний і захоплюючий водоспад Чотирнадцяти водоспадів Кенії, які розташовані за 65 кілометрів на північний схід від Найробі біля дороги Тіка-Гарісса. Чотирнадцять водоспадів складається з 14 різних водоспадів на широкій ділянці знаменитої річки Аті.

## Клімат
Тіка має субтропічний високогірний клімат з сонячним світлом більшу частину року та середньою річною температурою 19,8°C, найспекотніший період у березні та квітні, що призводить до тривалих дощів, а найхолодніший у липні. Сезон «тривалих дощів» триває з березня/квітня по травень/червень. Сезон «коротких дощів» триває з жовтня по листопад/грудень.

## Місцевий уряд
Місто у 2008 році підписало угоду про місто-побратим із Діксоном, штат Іллінойс, щоб створити нові економічні, культурні та соціальні можливості. 

## Зовнішні посилання
1. ↑  Ол-Доньо-Сабук (національний парк). Вікіпедія (укр.). 22 травня 2024. Процитовано 28 травня 2024.
2. ↑  Thika. Wikipedia (англ.). 24 березня 2024. Процитовано 28 травня 2024.
3. ↑  Kenya National Bureau of Statistics - Kenya's Top Data Site (амер.). 23 грудня 2021. Процитовано 28 травня 2024.
4. ↑  Transport in Kenya. Wikipedia (англ.). 19 квітня 2024. Процитовано 28 травня 2024.
5. ↑  Sister Cities [Архівовано 24 липня 2012 у Wayback Machine.], Municipal Council of Thika.